# Beylongue
Beylongue är en kommun i departementet Landes i regionen Nouvelle-Aquitaine i sydvästra Frankrike. Kommunen ligger i kantonen Tartas-Ouest som tillhör arrondissementet Dax. År 2022 hade Beylongue 402 invånare.

## Befolkningsutveckling
Antalet invånare i kommunen Beylongue
Referens:INSEE